# Club Atlético Villa Alvear
El Club Atlético Villa Alvear es una institución deportiva de la ciudad de Resistencia, Chaco, Argentina. Es una entidad multideportiva de la capital chaqueña, de la cual su disciplina más popular es el fútbol masculino.
En el ámbito profesional de este deporte, Villa Alvear está afiliado a la Liga Chaqueña de fútbol, disputando sus torneos locales, los cuales le permiten clasificar a categorías de mayor rango, dependiendo de las posiciones y/o logros obtenidos en este rubro. En este sentido, Villa Alvear supo ser acreedor de 5 títulos de la Primera División Liguista.
Con la creación en 2004 del Torneo Federativo Chaqueño, regido por la Federación del Fútbol Chaqueño (que nuclea a las 8 ligas de fútbol de la Provincia del Chaco), Villa Alvear supo participar en este Torneo, logrando dos títulos más para su palmarés: 2006 y 2024.
A nivel nacional, participa en el Torneo Regional Federal Amateur para equipos indirectamente afiliados a la Asociación del Fútbol Argentino, disputando la edición 2024-25. Supo tener también participaciones en los antiguos torneos del Interior y Federal B, sin éxitos destacables.
Además del mencionado fútbol masculino, también se desarrollan disciplinas como el fútbol femenino, hockey femenino, baloncesto, patinaje artístico y gimnasia. 
Juega de local en el Estadio Eleuterio "Coco" Lucas, el cual a su vez es el epicentro de su Sede Social, ubicada en la esquina de Avenida Hernandarias y Calle Miguel Cané. Dentro de su sede social, se destacan además su Microestadio Cubierto, Salón de Usos Múltiples y Gimnasio.

## Historia
Fue fundado el 23 de enero de 1941, cerrando la iniciativa de un grupo de entusiastas deportistas que resolvieron institucionalizar las actividades que desarrollaban.
En los años 1985 y 1987 se consagró campeón del Torneo Selectivo, ganándole en la final a Chaco For Ever (equipo con el cual tiene una gran rivalidad, dicho partido entre Villa Alvear y For Ever es considerado un clásico) por 2 a 1, y obtiene el pasaporte para participar en el Torneo Regional del 1985.
En 1997 se inauguró la cancha de fútbol y en el 98' el playón de la cancha de básquetbol.
En el 99' sufrió la pérdida de categoría y tuvo que jugar una temporada en el ascenso, pero en 2000 ascendió de la mano de Waldemar Santos Oliveira con una campaña en la que ganó 16 partidos, perdió 2 y no registró empates, con 63 goles a favor y 15 en contra.
Villa Alvear tuvo el privilegio de contar en sus filas con jugadores como Julio Gutiérrez, Fernando Moro, Marcelo Magnin, Gustavo Alfaro, Ramón Sotelo, Barrero y Balcaza, Cristian Gavirondo, Rodrigo Rivero y Sergio Cortés, entre otros.
Villa Alvear ha disputado el Torneo Federal B al ser invitado por buenas actuaciones en el Torneo Federal C y la primera división de la Liga Chaqueña de Fútbol, de la cual fue campeón del Clausura 2013.
En 2021, se consagró campeón del Torneo Apertura liguista, venciendo en partido de desempate a Defensores de Vilelas por 3-1. En 2024, Villa Alvear logra salir campeón del Torneo Federativo, en lo que se convirtió en su segunda consagración provincial.
Plantel 2022

### Plantilla 2022
Bajas
Pablo Torresagasti a Central Norte Argentino

## Apodos
Villa Alvear es apodado generalmente como el "Funebrero", debido a que su estadio es adyacente al cementerio Ashkenazi de la Comunidad Judía y cercano al cementerio municipal San Francisco Solano. Otro apodo es el de Los Azules, por los colores del club.

## Rivalidades

### Clásico For Ever-Alvear
Los enfrentamientos entre Villa Alvear y el Club Atlético Chaco For Ever, son considerados clásicos de alto riesgo por las fuerzas de seguridad, ya que cada partido lleva aparejados enfrentamientos entre las parcialidades, lo que conlleva el despliegue de amplios operativos cada vez que una parcialidad visita el estadio de la otra.
La rivalidad entre ambas instituciones comenzó a florecer, cuando luego de la final del Torneo Selectivo de 1985, Alvear le ganó la final a For Ever obteniendo la clasificación para el Torneo Regional 1985, dejando al Negro con las manos vacías. Pese a ello, durante las actuaciones de For Ever en la Primera División Argentina, ambas parcialidades acordaron un pacto de no agresión, por lo que era común ver a simpatizantes de Alvear compartiendo tribuna con los de For Ever (esta situación a su vez, provocó que se acentúe la rivalidad entre Alvear y Sarmiento). Sin embargo, dicha alianza se terminó rompiendo tras un partido entre For Ever y Boca Juniors de Buenos Aires en La Bombonera. La situación se descontroló, cuando miembros de la barra de Boca ingresaron a la tribuna visitante, provocando que los simpatizantes de For Ever se retiren, dejando solos a los de Alvear. Esta situación provocó que Alvear rompa el pacto de no agresión y a su vez, permitió el acercamiento de los "azules" con la hinchada de Mandiyú de Corrientes, terminando de poner a For Ever y Alvear en veredas irreconciliablemente opuestas.

### Clásico Sarmiento-Alvear
Uno de los clásicos más populares que tiene como protagonista a Villa Alvear, es el duelo que mantiene con el Club Atlético Sarmiento. Si bien se desconoce cuándo comenzaron los primeros enfrentamientos, la rivalidad de ambos clubes surgió por cuestiones territoriales, ya que el CAVA había sido fundado el 23 de enero de 1941, en una sede ubicada en calle Mendoza 1099 del barrio Villa Alvear, vecino al barrio Villa Alta, territorio de Sarmiento. Las participaciones de Villa Alvear en el ámbito liguista, comenzaron a hacerle ganar adeptos no sólo en su barrio de nacimiento, sino también en sus alrededores, comenzando a generarse las primeras disputas territoriales. Con el traslado de la sede de Alvear al barrio Santa Inés, sobre avenida Hernandarias, las disputas crecieron quedando los barrios Villa Alvear, Santa Inés, San Cayetano y Villa del Oeste como territorios azules por excelencia, mientras que Sarmiento definiría sus bastiones en los barrios Villa Alta, Villa Pegoraro, Provincias Unidas y España. Otras acciones que alimentaron aun más el enfrentamiento, fue un apoyo brindado por los hinchas de Villa Alvear a Chaco For Ever, en ocasión de la participación de este último equipo en la Primera División Argentina, durante inicios de los años 1990. Sin embargo, a pesar de los años de rivalidad que llevan estos equipos, este encono nunca tuvo episodios a nivel nacional, circunscribiendose su participación en el ámbito de la Liga Chaqueña de Fútbol.
Cada partido disputado por estos equipos es considerado de alto riesgo por las fuerzas de seguridad, generándose amplios operativos cada vez que la parcialidad de un equipo visita el estadio del otro. Aun así, los episodios de violencia son moneda corriente en estos cotejos, generándose cruces entre las mismas parcialidades o con las fuerzas de seguridad.

### Rivalidad con Don Orione
Con Don Orione Atletic Club, Villa Alvear mantiene una rivalidad que se da en el contexto de la Liga Chaqueña de Fútbol. El motivo de la misma es que, debido a que es el único club representativo de la ciudad de Barranqueras, Don Orione le plantea rivalidad a los clubes más representativos de Resistencia, teniendo en For Ever a su máximo rival, debido a la cercanía física. A pesar de ello, este encuentro está considerado entre los principales de alto riesgo por parte de las fuerzas de seguridad, debido a episodios de violencia entre funebreros y portuarios, que también tuvieron episodios en el ámbito nacional.
Más allá de este encono, el clásico rival de Don Orione es el Club Atlético Defensores de Vilelas, club que comparte con Don Orione la particularidad de ser el único de su ciudad (siendo en el caso de Defensores, Puerto Vilelas, localidad vecina a Barranqueras), mientras que Alvear, a pesar de no tener un clásico definido, plantea duelos a Chaco For Ever y Sarmiento.

### Resistencia Central
A nivel nacional, el equipo de la Liga Chaqueña de Fútbol que más veces se enfrentó con Villa Alvear, fue el Club Atlético Resistencia Central. Pese a que el enfrentamiento entre estas entidades tiene todos los tintes para ser considerado como un "clásico", tanto por la cercanía de los estadios de cada club (los mismos están separados a 8 cuadras por la calle Miguel Cané), como por ser considerados clubes tradicionales de la Liga Chaqueña o por sus enfrentamientos a nivel nacional, la hinchadas de ambas entidades no se reconocen entre sí como clásicos rivales, aunque, como miembros tradicionales de la Liga Chaqueña, usan estos encuentros para mofarse mutuamente. Pese a esto, ambos clubes llevan un amplio historial de enfrentamientos en las categorías inferiores del ascenso, destacándose sus enfrentamientos en los Torneos del Interior, Federal B o los Torneos Federales Amateur. En este aspecto, el historial registra 10 enfrentamientos entre las diferentes categorías citadas, mostrando una clara ventaja a favor del "Albo", con 6 triunfos, 2 empates y 2 victorias del "Funebrero".
| Historial Villa Alvear-Resistencia Central | Historial Villa Alvear-Resistencia Central | Historial Villa Alvear-Resistencia Central | Historial Villa Alvear-Resistencia Central | Historial Villa Alvear-Resistencia Central | Historial Villa Alvear-Resistencia Central | Historial Villa Alvear-Resistencia Central | Historial Villa Alvear-Resistencia Central | Historial Villa Alvear-Resistencia Central |
| Torneos                                    | Temporadas                                 | PJ                                         | Ganó VA                                    | PE                                         | Ganó RC                                    | Goles VA                                   | Goles RC                                   | Ref.                                       |
| ------------------------------------------ | ------------------------------------------ | ------------------------------------------ | ------------------------------------------ | ------------------------------------------ | ------------------------------------------ | ------------------------------------------ | ------------------------------------------ | ------------------------------------------ |
| Torneo del Interior                        | 2010                                       | 2                                          | 0                                          | 0                                          | 2                                          | 1                                          | 3                                          | [ 17 ]                                     |
| Torneo Federal B                           | Comp. 2016                                 | 2                                          | 1                                          | 0                                          | 1                                          | 3                                          | 3                                          | [ 18 ]                                     |
| Torneo Federal B                           | 2017                                       | 2                                          | 0                                          | 0                                          | 2                                          | 1                                          | 3                                          | [ 18 ]                                     |
| Torneo Regional Federal Amateur            | 2019                                       | 2                                          | 0                                          | 2                                          | 0                                          | 2                                          | 2                                          | [ 18 ]                                     |
| Torneo Regional Federal Amateur            | 2020                                       | 2                                          | 1                                          | 0                                          | 1                                          | 5                                          | 4                                          | [ 18 ]                                     |
| Totales                                    | Totales                                    | 10                                         | 2                                          | 2                                          | 6                                          | 12                                         | 15                                         | [ 18 ]                                     |

## Palmarés
- Liga Chaqueña de Fútbol (5): 1990, Clausura 2008, Clausura 2011, Clausura 2013, Apertura 2021

- Torneo Federativo (2): 2006, 2024